# 1978 en musique classique
| \| • Retour à la chronologie générale de la musique classique • \| |
| Grèce • Rome • Haut Moyen Âge • VIIIe siècle • IXe siècle • Xe siècle • XIe siècle XIIe siècle • XIIIe siècle • XIVe siècle • XVe siècle • XVIe siècle • XVIIe siècle XVIIIe siècle • XIXe siècle • XXe siècle • XXIe siècle |
| • Retour à la chronologie générale de la musique classique • |

| Années en musique classique : 1975 - 1976 - 1977 - 1978 - 1979 - 1980 - 1981    |
| Décennies en musique classique : 1940 - 1950 - 1960 - 1970 - 1980 - 1990 - 2000 |

## Événements

### Créations
- 12 avril : Le Grand Macabre, opéra de György Ligeti et Michael Meschke, créé à Stockholm.
- 9 juillet : Lear, opéra d'Aribert Reimann, à Munich.
- 18 septembre : Les Joueurs, opéra de Chostakovitch, créé  à Léningrad par le Théâtre de chambre de Moscou et l'Orchestre philharmonique de Léningrad sous la direction de Guennadi Rojdestvensky.
- 13 octobre : Création à Beaubourg de l'IRCAM (Institut de recherche et de coordination acoustique/musique), par le compositeur Pierre Boulez.
- 9 novembre : Création à l'initiative de l'association britannique Opera Rara à la Queen's University de Belfast de Gabriella di Vergy, musique de Gaetano Donizetti, livret d'Andrea Leone Tottola, sur la base de la partition de 1838.
- 8 décembre : Shaker Loops de John Adams, créé à San Francisco.

#### Date indéterminée
- Michael Tippett compose son Quatuor à cordes no 4.
- Redécouverte et publication d'une symphonie de Schubert (3 mouvements sous la forme d'esquisses au piano).

### Autres
- 1er janvier : concert du nouvel an de l'orchestre philharmonique de Vienne au Musikverein, dirigé par Willi Boskovsky.

#### Date indéterminée
- Claudio Abbado devient chef du London Symphony Orchestra.
- Fondation de l'Ensemble orchestral de Paris.
- Fondation de l'Ensemble Clément-Janequin.
- Fondation de l'ensemble vocal Chanticleer.

## Prix
- Juin : Abdel Rahman El Bacha obtient le 1er prix de piano du Concours musical international Reine-Élisabeth-de-Belgique.
- Mikhaïl Pletnev obtient le 1er prix de piano du Concours international Tchaïkovski.
- Bernard d'Ascoli obtient le 1er prix de piano du Concours international de musique Maria Canals.
- Michel Dalberto obtient le 1er prix du Concours international de piano de Leeds.
- Pierre Pincemaille obtient le 1er prix du Concours international d'improvisation de Lyon.
- Rudolf Serkin reçoit le Prix Ernst von Siemens.
- Jean-Pierre Rampal reçoit le Léonie Sonning Music Award.

## Naissances

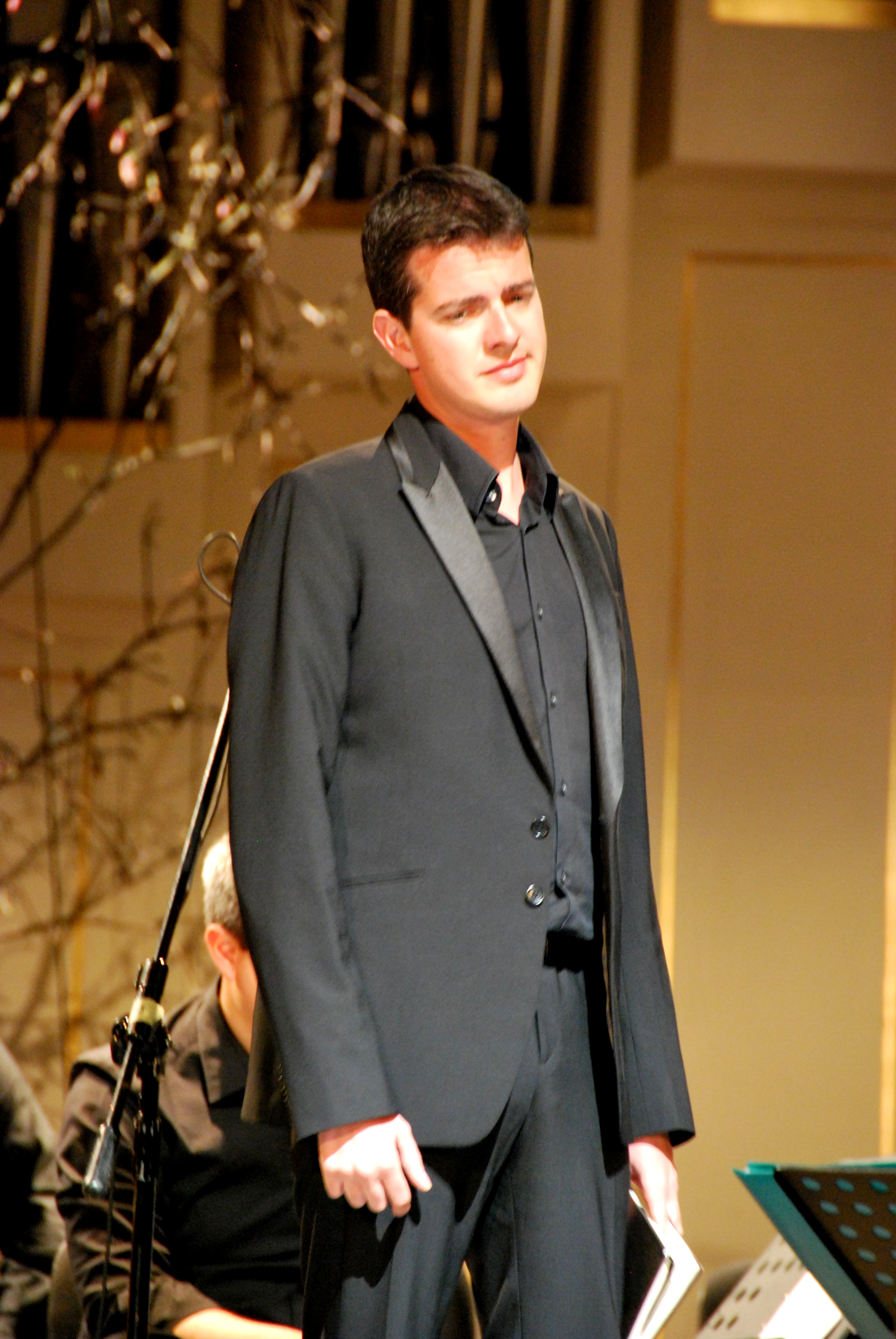
Philippe Jaroussky

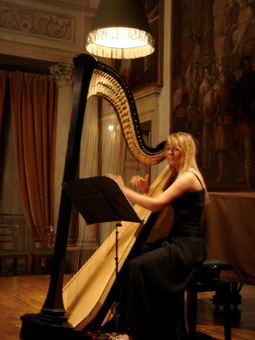
Floraleda Sacchi

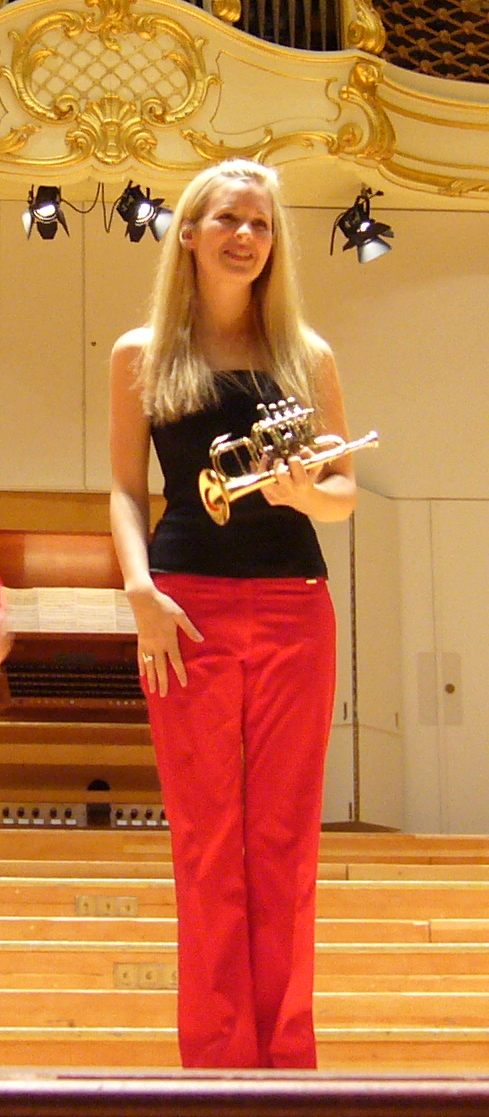
Alison Balsom

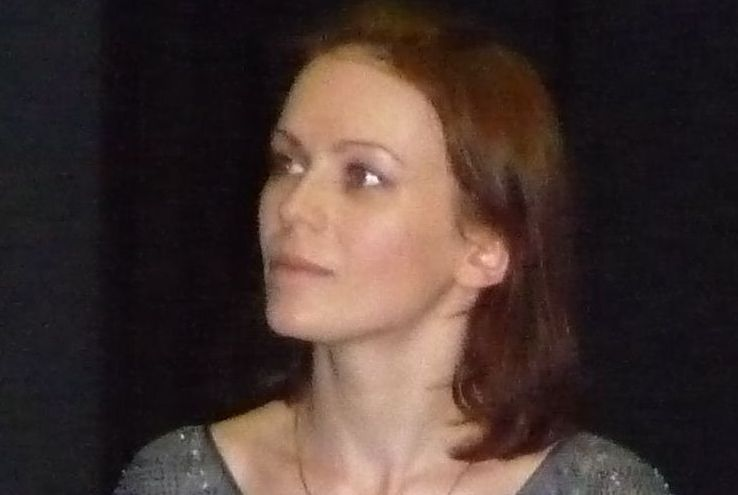
Valentina Igoshina

- 3 janvier : Martin Romberg, compositeur norvégien.
- 12 janvier : Mathias Vidal, hautre-contre français.
- 22 janvier : Joseph Calleja, ténor maltais.
- 23 janvier : Andris Dzenītis, compositeur letton.
- 25 janvier : Agata Zubel, soprano et compositrice polonaise.
- 13 février : Philippe Jaroussky, contreténor français.
- 15 avril : Giorgi Latso, pianiste et compositeur géorgien - américain.
- 25 avril : Luke Bedford, compositeur britannique.
- 7 mai : Antal Pusztai, guitariste de musique classique et de jazz.
- 8 mai : Teodora Gheorghiu, cantatrice roumaine.
- 12 juin : Barnabás Kelemen, violoniste et pédagogue hongrois.
- 14 juin : Floraleda Sacchi, harpiste, compositrice et musicologue italienne.
- 27 juin : Zahia Ziouani, chef d'orchestre française.
- 2 juillet : Gianfranco Pappalardo Fiumara, pianiste italien.
- 20 juillet : Ricardo Araújo, pianiste, compositeur et chef d'orchestre colombien.
- 22 juillet : Daniel Johannsen (en) ténor autrichien.
- 1er août : 
  - Severin von Eckardstein, pianiste allemand.
  - Roberto Plano, pianiste italien.
- 7 août : Gottlieb Wallisch, pianiste autrichien.
- 14 août : Ivan Ilić, pianiste américain.
- 18 août : Lev Jourbine, compositeur, altiste et arrangeur.
- 17 septembre : Lucile Richardot, mezzo-soprano française.
- 23 septembre : Javier Perianes, pianiste espagnol.
- 27 septembre : Mihaela Ursuleasa, pianiste et interprète roumaine († 2 août 2012).
- 28 septembre : Janine Jansen, violoniste néerlandaise.
- 5 octobre : Nicola Alaimo, Baryton-basse italien.
- 7 octobre : Alison Balsom, trompettiste britannique.
- 16 octobre : Nina Kaptsova, Étoile russe du Ballet du Bolchoï.
- 19 octobre : Avi Avital, mandoliniste israélien.
- 27 octobre : Vanessa-Mae, violoniste britannique.
- 4 novembre : Valentina Igoshina, pianiste russe.
- 18 novembre : Andris Nelsons, chef d’orchestre letton.
- 21 novembre : Julie Boulianne, mezzo-soprano québécoise.
- 14 décembre : Martina Filjak, pianiste croate.
- 31 décembre : Alexei Ogrintchouk, hautboïste russe.

### Date indéterminée
- Julia Rebekka Adler, altiste allemande.
- Bertrand Cuiller, claveciniste français.
- Erwan le Prado, organiste français.
- Marianne Fiset, soprano canadienne.
- Sébastien Giot, hautboïste français.
- Andrés Alberto Gómez, claveciniste espagnol.
- Andrew Goodwin, ténor australien-russe.
- Stewart Goodyear, pianiste et compositeur canadien.
- Jacques Imbrailo, baryton sud-africain.
- Julien Martineau, mandoliniste français.
- Sébastien Romignon Ercolini, ténor lyrique belge.
- Agnieszka Slawińska, soprano polonaise.
- Jean-Philippe Tremblay, altiste et chef d'orchestre québécois.
- Ralph van Raat, pianiste classique et musicologue néerlandais.
- Johann Vexo, organiste français.

## Décès

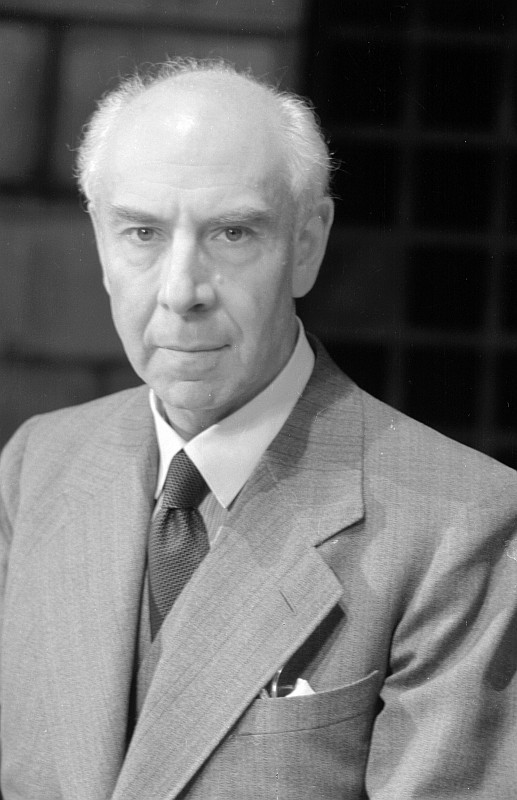
Robert Heger

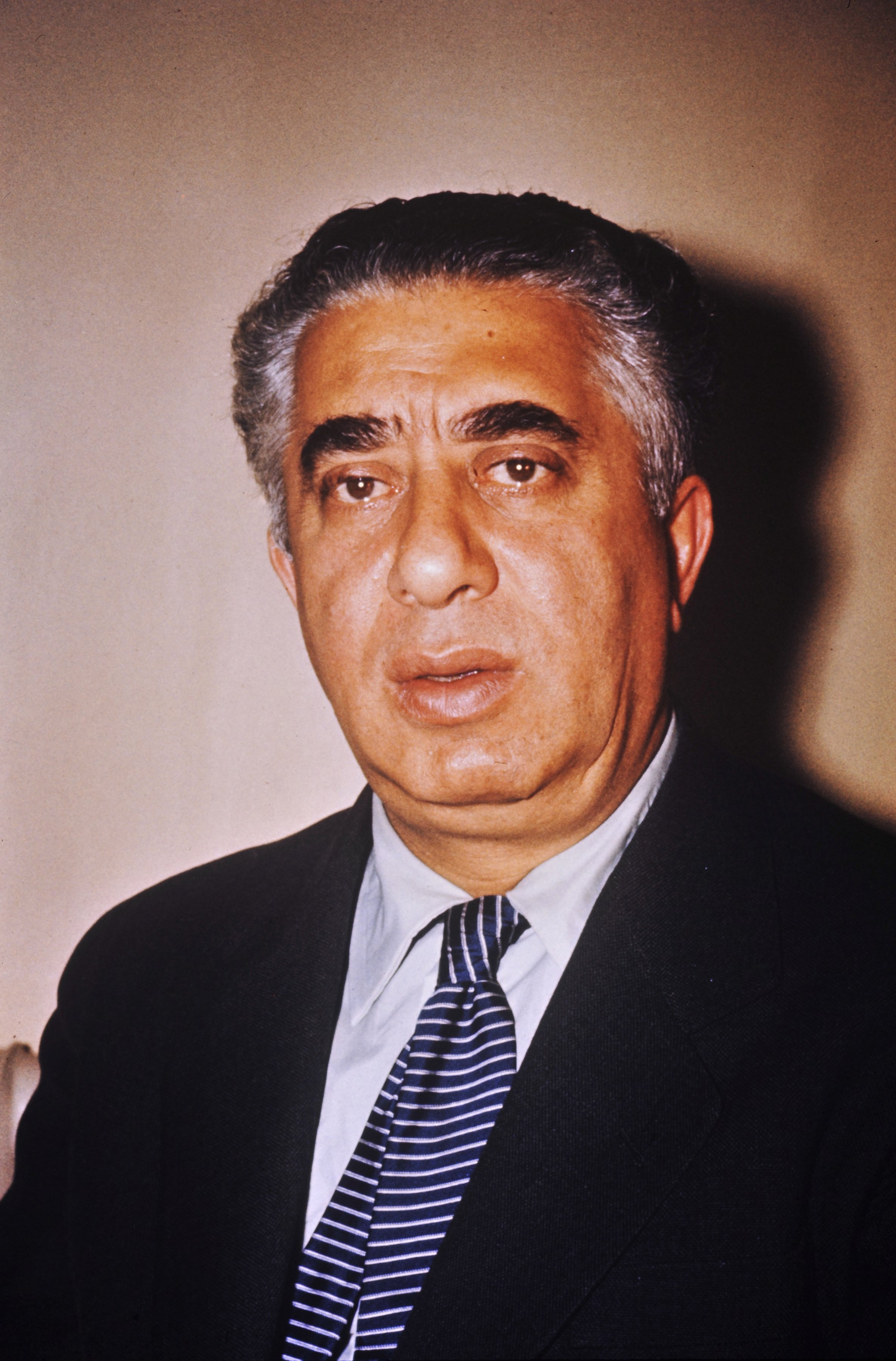
Aram Khatchatourian

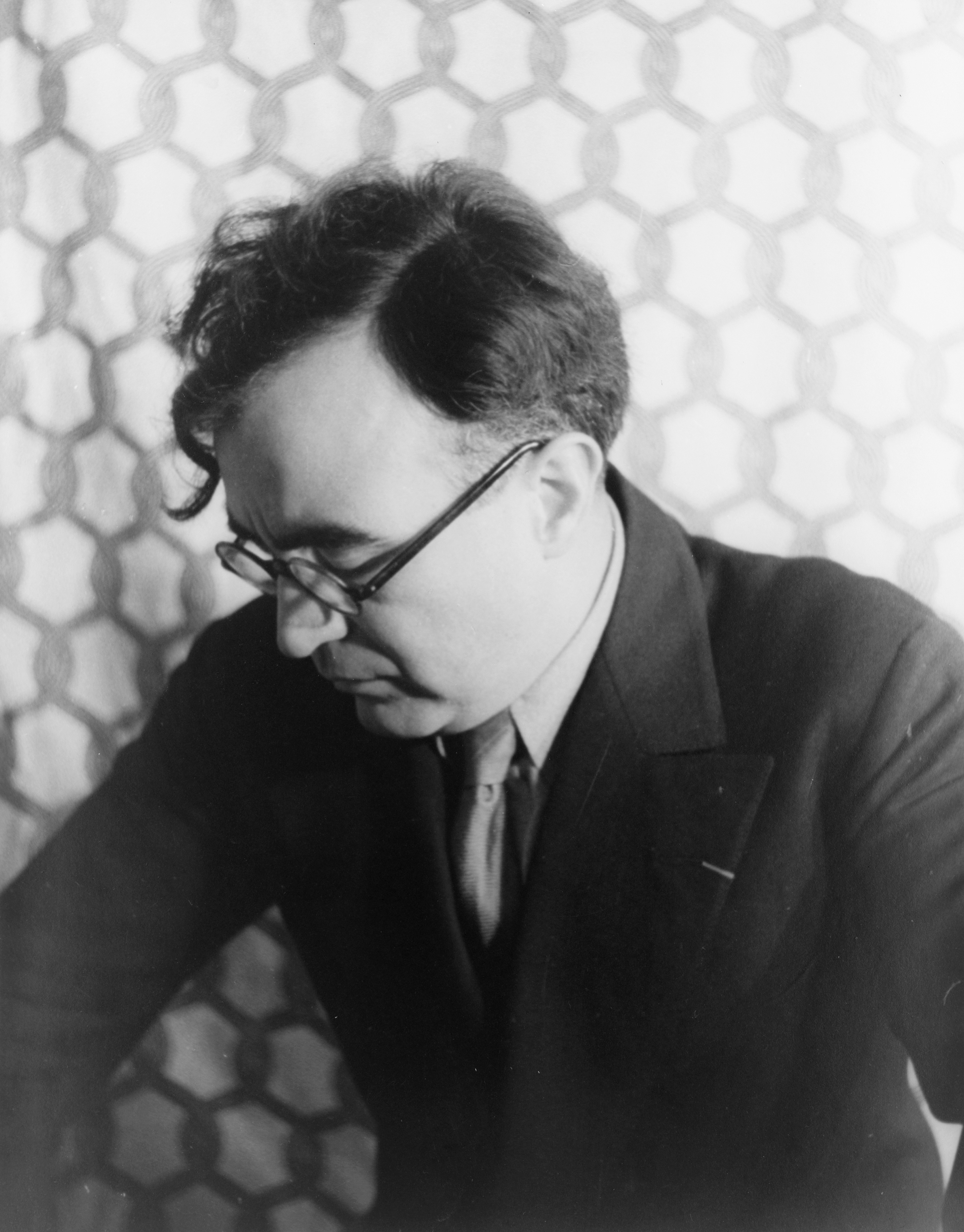
Carlos Chávez

- 14 janvier : Robert Heger, chef d'orchestre et compositeur allemand (° 19 août 1886).
- 27 janvier : Marguerite Canal, compositrice, chef d'orchestre, enseignante et pianiste française (° 29 janvier 1890).
- 7 février : Dimitrie Cuclin, compositeur roumain (° 5 avril 1885).
- 12 février : Carl Eliasberg, chef d’orchestre soviétique (° 10 juin 1907).
- 13 février : Willi Domgraf-Fassbaender, baryton allemand (° 19 février 1897).
- 26 février : Maria Bach, compositrice et peintre autrichienne (° 1er mars 1896).
- 10 mars : Georges Aubanel, compositeur français (° 6 septembre 1896).
- 5 avril : Carlo Tagliabue, baryton italien (° 13 janvier 1898).
- 6 avril : Nicolas Nabokov, compositeur, musicologue et écrivain (° 17 avril 1903).
- 11 avril : Richard Kraus, chef d'orchestre allemand (° 16 novembre 1902).
- 13 avril : Wojciech Łukaszewski, compositeur polonais (° 10 mars 1936).
- 1er mai : Aram Khatchatourian, compositeur soviétique d'origine arménienne (° 6 juin 1903).
- 5 mai : 
  - Heinz Bongartz, chef d'orchestre et compositeur allemand (° 31 juillet 1894).
  - Ján Móry, compositeur et pédagogue slovaque (° 10 juillet 1892).
- 6 mai : Jean-René Quignard, organiste et compositeur français (° 28 décembre 1887).
- 10 mai : Boris Khaïkine, chef d'orchestre soviétique (° 26 octobre 1904).
- 14 mai : Alexander Kipnis, chanteur d'opéra russe (° 1er février 1891).
- 16 mai : William Steinberg, chef d'orchestre allemand (° 1er août 1899).
- 20 mai : Bjarne Brustad, compositeur, altiste, violoniste et pédagogue norvégien (° 4 mars 1895).
- 22 juillet : Chrystia Kolessa, violoncelliste et professeur (° 15 octobre 1916).
- 26 juillet : Hasan Ferit Alnar, compositeur turc (° 11 mars 1906).
- 29 juillet : Wesley LaViolette, compositeur américain (° 4 janvier 1894).
- 2 août : Carlos Chávez, compositeur mexicain (° 13 juin 1899).
- 4 août : René Challan, compositeur français (° 12 décembre 1910).
- 7 septembre : Cecil Aronowitz, altiste britannique (° 4 mars 1916).
- 8 septembre : Pantcho Vladiguerov, compositeur, pédagogue, et pianiste bulgare (° 31 mars 1899).
- 18 septembre : Maro Ajemian, pianiste américaine (° 9 juillet 1921).
- 30 septembre : Fritz Rieger, chef d'orchestre allemand (° 28 juin 1910).
- 5 octobre : José Luccioni, artiste lyrique français (° 14 octobre 1903).
- 8 octobre : 
  - Jules-Philippe Godard, compositeur, pianiste, trompettiste et chef d'orchestre (° 15 décembre 1899).
  - Tibor Serly, altiste, violoniste et compositeur hongrois (° 25 novembre 1901).
- 22 octobre : Georges Pigassou, clarinettiste classique français, spécialiste de la clarinette basse (° 27 juillet 1882).
- 24 novembre : Nelly Moretto, compositrice argentine (° 20 septembre 1925).
- 25 novembre : Marcel Dautremer, compositeur et chef d'orchestre français (° 11 juin 1906).
- 3 décembre : William Grant Still, compositeur et chef d'orchestre américain (° 11 mai 1895).
- 14 décembre : Arlette Heudron, organiste française (° 28 juillet 1935).
- 30 décembre : Hanna Honthy, chanteuse d'opéra et actrice hongroise (° 21 février 1893).

### Date indéterminée
- Horst-Tanu Margraf, chef d'orchestre et directeur musical allemand (° 26 octobre 1903).